# شاه غازي رستم
شاه غازي رستم (بالفارسية: شاه غازی رستم) كان ملك سلالة باوند في مازندران، حكم من 1142 إلى 1165. وقام بتوسيع حدود المملكة على حساب جيرانه، وخاصة الإسماعيليين والسلاجقة. أسس وجودًا باونديًا في جيلان نتيجة غاراته الانتقامية المتكررة ضد الإسماعيليين الذين اغتالوا ابنه ووريثه جردبازو. كما أنه وضع قومس والري تحت السيطرة الباوندية خلال حروبه ضد السلاجقة والقرخانيين.
كان عهد شاه غازي ذروة القوة والنفوذ الباوندي في إيران، وكان الشاه غازي نفسه يعتبر أشهر ملوك الأسرة.